# ポロン2
『ポロン2』（ポロンポロン）は、nobodyknows+の2枚目のシングル。2004年2月25日にソニー・ミュージックアソシエイテッドレコーズよりリリースされた。

## 概要
前作より6ヶ月ぶりとなるシングル。タイアップなし。
2022年12月現在5番目に売れたシングル。
2022年12月3日にミュージック・ビデオがYouTubeに公開。高校教師の最後の一日を描いている。

## 収録曲
1. ポロン2
作詞：HIDDEN FISH、Crystal Boy、ヤス一番?、ノリ・ダ・ファンキーシビレサス／作曲・プロデュース：DJ Mitsu[3]
2. さくら Spring Field version
Crystal Boy、ヤス一番?／作曲・プロデュース：DJ Mitsu
Crystal Boyのソロ曲。自主制作ミニアルバム『nobody knows』収録曲のアレンジ。
3. ポロン2 -instrumental-
4. さくら Spring Field version-instrumental-

## 収録作品
| 発売日        | タイトル                         |
| ------------- | -------------------------------- |
| 2004年9月29日 | DJ KAORI'S "RIDE" into the PARTY |
| 2004年6月30日 | Do You Know?                     |
| 2009年3月11日 | best of nobodyknows+             |